# 竹鼻純
竹鼻 純（たけはな じゅん、1948年3月24日 - ）は、元ミヤギテレビアナウンサー・解説委員。岩手県盛岡市生まれ、宮城県仙台市育ち。

## 来歴・人物
宮城県仙台第三高等学校、武蔵大学を卒業し、大学卒業後は茨城放送（現在のLuckyFM茨城放送）に入社した。1972年にミヤギテレビに入社した。スポーツ観戦を趣味としており、宮城県サッカー協会理事、ベガルタ仙台市民後援会の顧問を務める。また、地域スポーツ文化講座のコーディネーターを務めたこともある。
お酒がまったく飲めない。宮城学院女子大学の情報処理の講師も務めている。
定年により、2008年3月28日をもって「OH!バンデス」のニュースコーナー「NEWSリアルタイムミヤギ」のキャスターを卒業し、4月以降は解説委員として出演した。前身番組「OH!バンデス NEWS PLUS 1」などを含め、平日夕方ニュースのキャスターを1985年春から23年間務めた。解説委員としては2012年9月28日まで番組への出演を4年半続けた。
2012年10月より株式会社ベガルタ仙台取締役事業部長に就任した。2016年4月22日の第22回定時株主総会において退任を発表した。
実弟は慶應義塾大学薬学部教授の竹鼻眞。長男は福島ユナイテッドFCクラブダイレクターの竹鼻快。

## 過去の担当番組
- MMTニュースプラス1
- ミヤギテレビニュースプラス1
- ニュースプラス1みやぎ
- OH!バンデス NEWS PLUS 1
- NEWSリアルタイムミヤギ
- ミヤギnews every.－解説委員
- ボス魂 キャスター